# Ейнджъл Хейз
Райкиа Уилсън (на английски: Raykeea Wilson), по-известна като Ейнджъл Хейз (на английски: Angel Haze), е американска рапърка.

## Биография
Ейнджъл Хейз е родена на 10 юли 1991 г. в Детройт, Мичиган. Тя е от индиански произход и живее в Спрингфилд, Вирджиния.
Псевдонимът ѝ е комбинация от Джена Хейз и второто ѝ име (Ейнджъл).
Определя се като пансексуална и с небинарен пол.
От 2014 до 2015 г. има връзка с манекенката Айърланд Болдуин, дъщерята на Алек Болдуин и Ким Бейсинджър.

## Дискорафия

### Миксирани ленти
| Заглавие    | Детайли                                                 |
| ----------- | ------------------------------------------------------- |
| King        | - Издаден: 12 юли 2011 - Формат: Дигитално сваляне      |
| Voice EP    | - Издаден: 19 април 2012 - Формат: Дигитално сваляне    |
| Reservation | - Издаден: 19 юли 2012 - Формат: Дигитално сваляне      |
| Classick    | - Издаден: 25 октомври 2012 - Формат: Дигитално сваляне |

### EP-та
| Заглавие | Детайли                                                   |
| -------- | --------------------------------------------------------- |
| New York | - Издаден: 5 октомври 2012 г. - Формат: Дигитално сваляне |

### Сингли
| Заглавие        | Година | Позиция в класациите | Албум                  |
| Заглавие        | Година | UK Singles Chart     | Албум                  |
| --------------- | ------ | -------------------- | ---------------------- |
| „Werkin' Girls“ | 2012   | -                    | Reservation и New York |
| New York        | 2012   | 58                   | Reservation и New York |

### Гост участия
| Песен             | Година | Изпълнител | Албум      |
| ----------------- | ------ | ---------- | ---------- |
| Hell Could Freeze | 2013   | Рудиментал | Rudimental |

### Видеоклипове
| Заглавие        | Година | Режисьор                |
| --------------- | ------ | ----------------------- |
| New York        | 2012   | Aдриен Никол            |
| „Werkin' Girls“ | 2012   | Алекс Лий, Кайл Уайтман |